# Hyporthodus haifensis
Hyporthodus haifensis är en fiskart som först beskrevs av Ben-tuvia, 1953.  Hyporthodus haifensis ingår i släktet Hyporthodus och familjen havsabborrfiskar. IUCN kategoriserar arten globalt som otillräckligt studerad. Inga underarter finns listade i Catalogue of Life.